# Leptodontopera basipuncta
Leptodontopera basipuncta là một loài bướm đêm trong họ Geometridae.